# Búbos lonc
A búbos lonc (Lonicera periclymenum) a mácsonyavirágúak (Dipsacales) rendjébe, ezen belül a loncfélék (Caprifoliaceae) családjába tartozó faj.

## Előfordulása
A búbos lonc Nyugat-, Közép- és Dél-Európában, egészen Svédország déli részéig megtalálható. Az afrikai Marokkóban is őshonos. Magyarországon nem őshonos, de régóta ültetett díszcserje.

## Alfajai
- Lonicera periclymenum subsp. hispanicum
- Lonicera periclymenum subsp. periclymenum

## Megjelenése
A búbos lonc 4-5 méterre is felkapaszkodó kúszócserje. Jobbra csavarodó ágai kopaszok, gyéren vagy mirigyesen szőrösek. A levelek átellenesen állnak, 9 centiméter hosszúak és 5 centiméter szélesek, hosszúkásak vagy elliptikusak. Csúcsuk tompa vagy hegyes, színük felül sötétzöld, fonákjuk kékesen hamvas, a fiatal levelek gyengén szőrösek. A virágok ötcimpájúak, nagyok, kellemes illatúak, sárgásfehérek vagy sárgák, gyakran bíborpirossal futtatottak.

## Életmódja
A búbos lonc élőhelye erdők széle, cserjések, bokros lejtők és napfényes erdők.
A virágzási ideje május–június között van, ritkán szeptemberig tarthat a virágzás.
A borostyán és az iszalag mellett Európa harmadik legjellegzetesebb liánnövénye.

## Képek

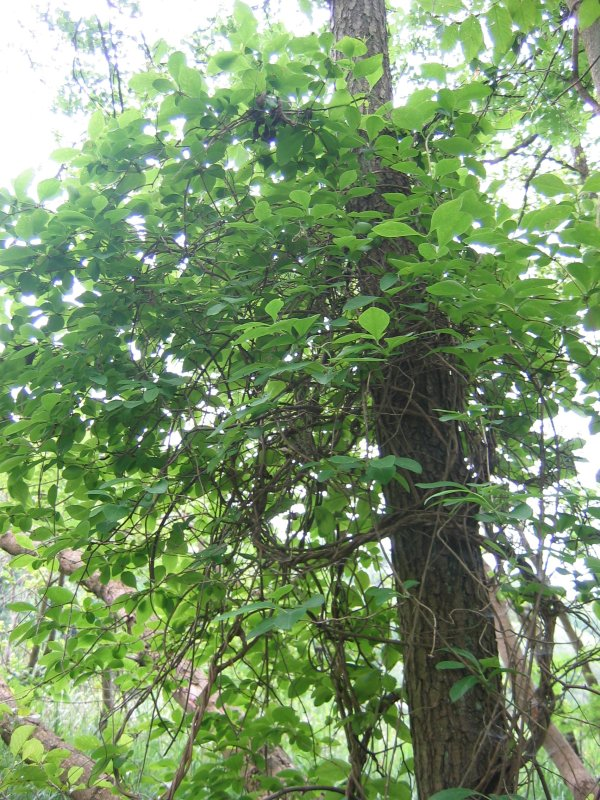
a növény
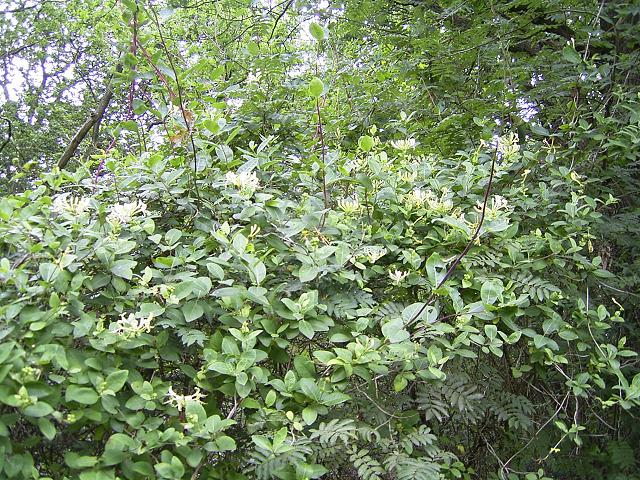
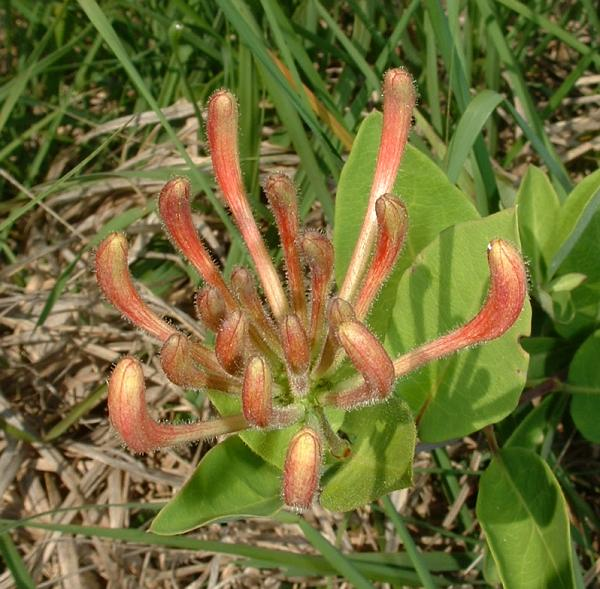
virágai
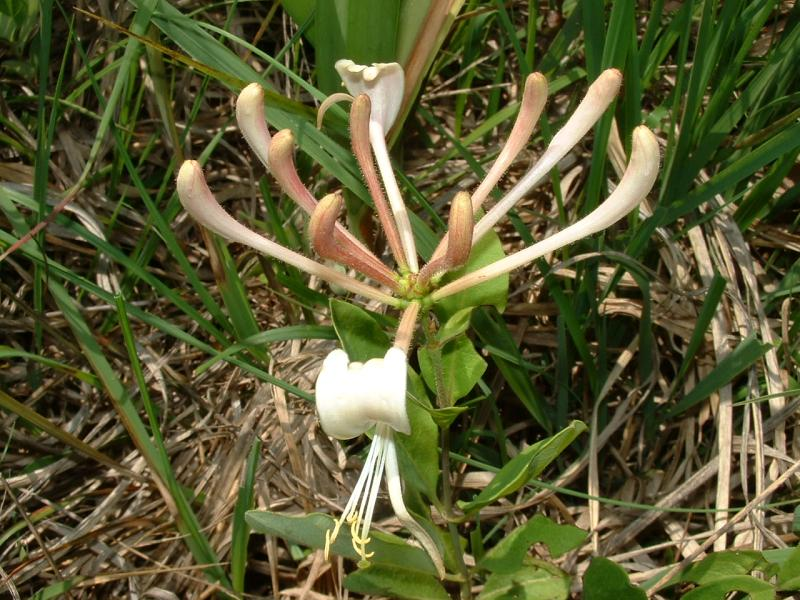
különböző
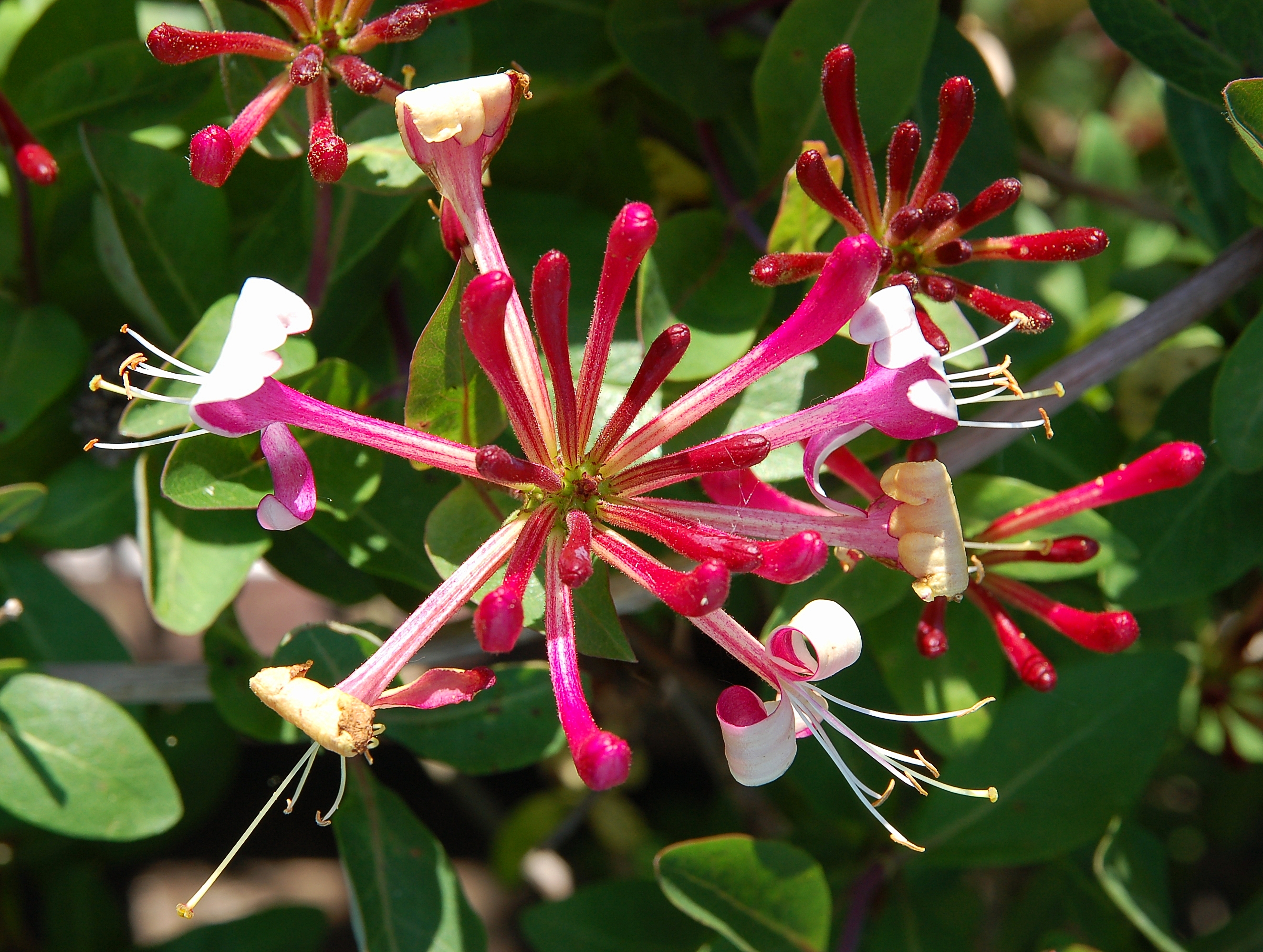
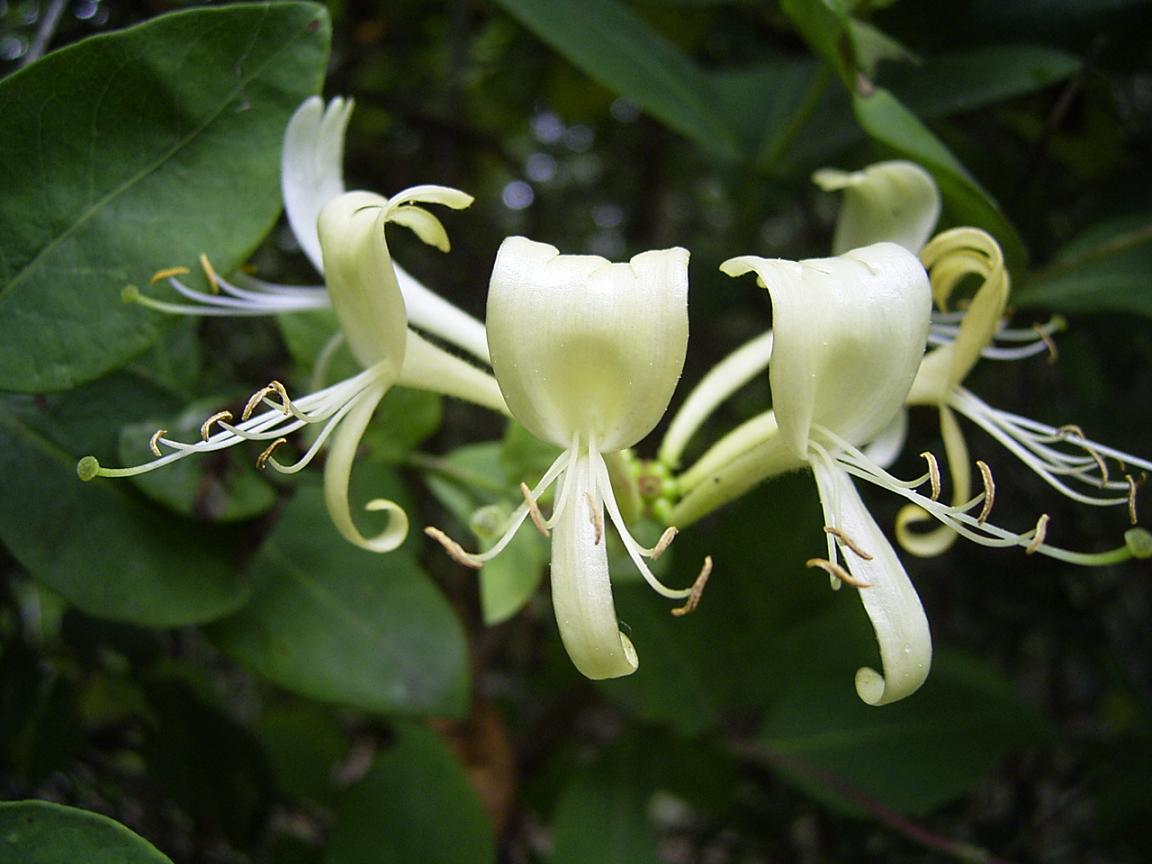
színekben
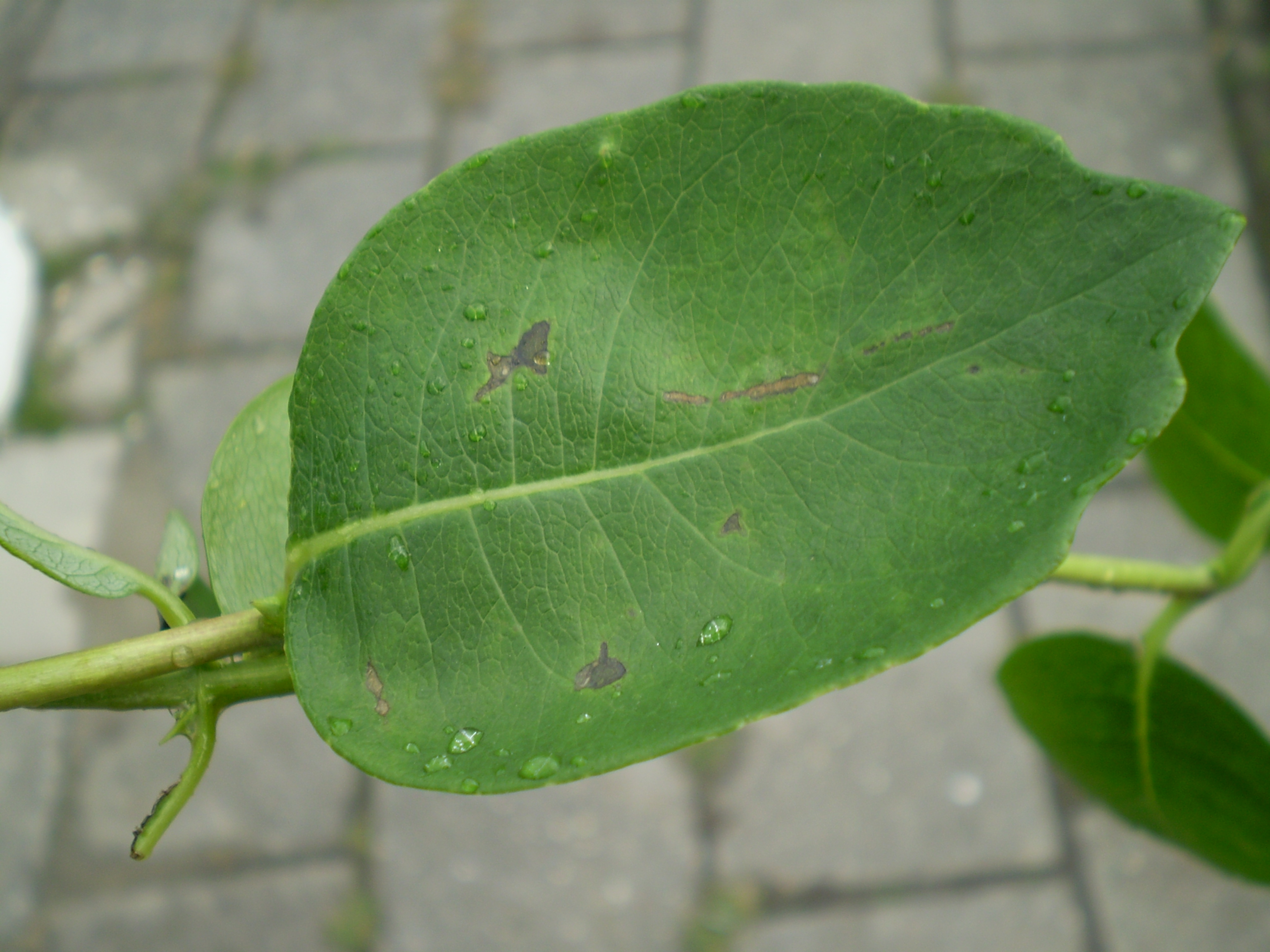
levele felülről
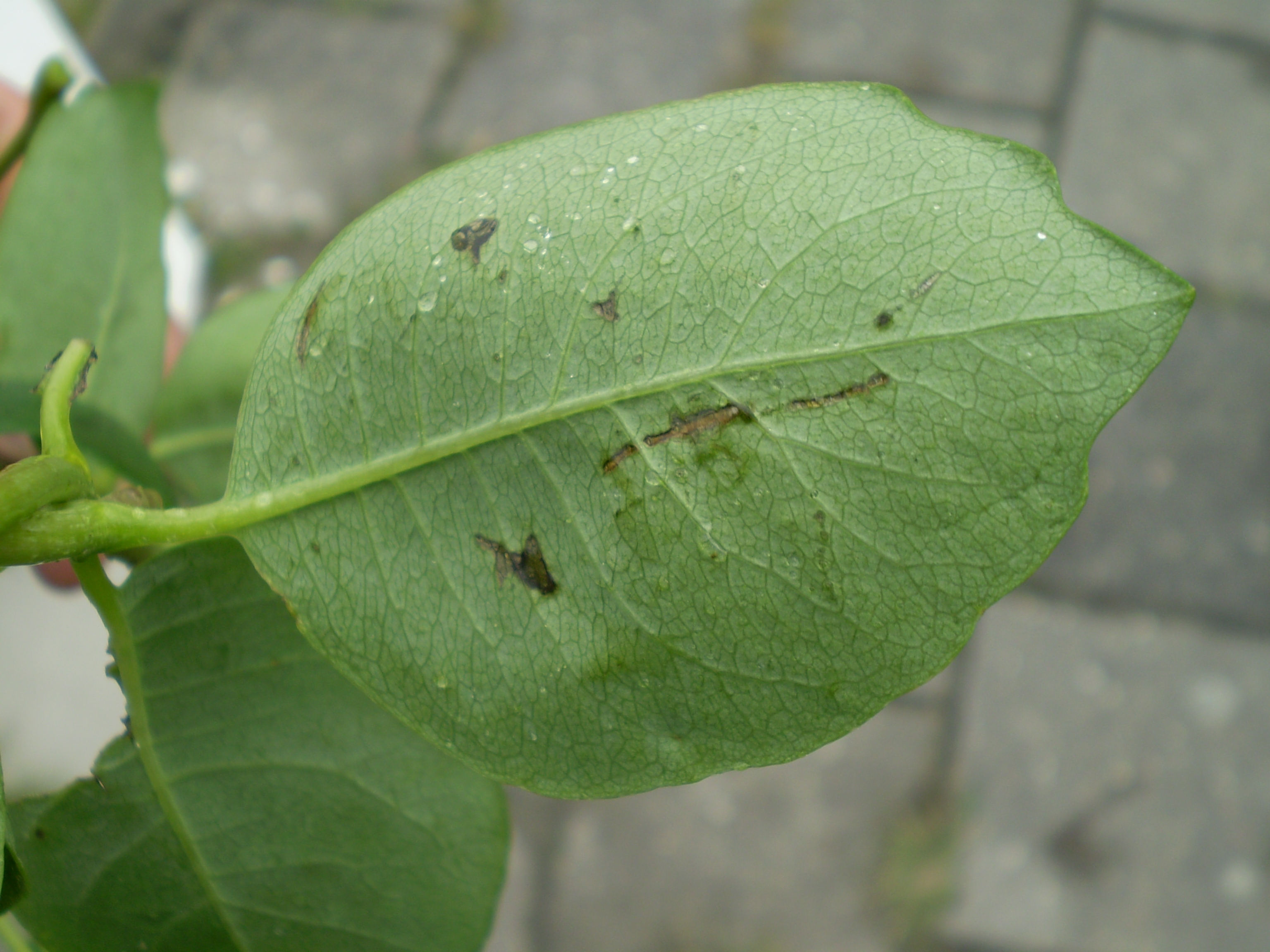
és alulról
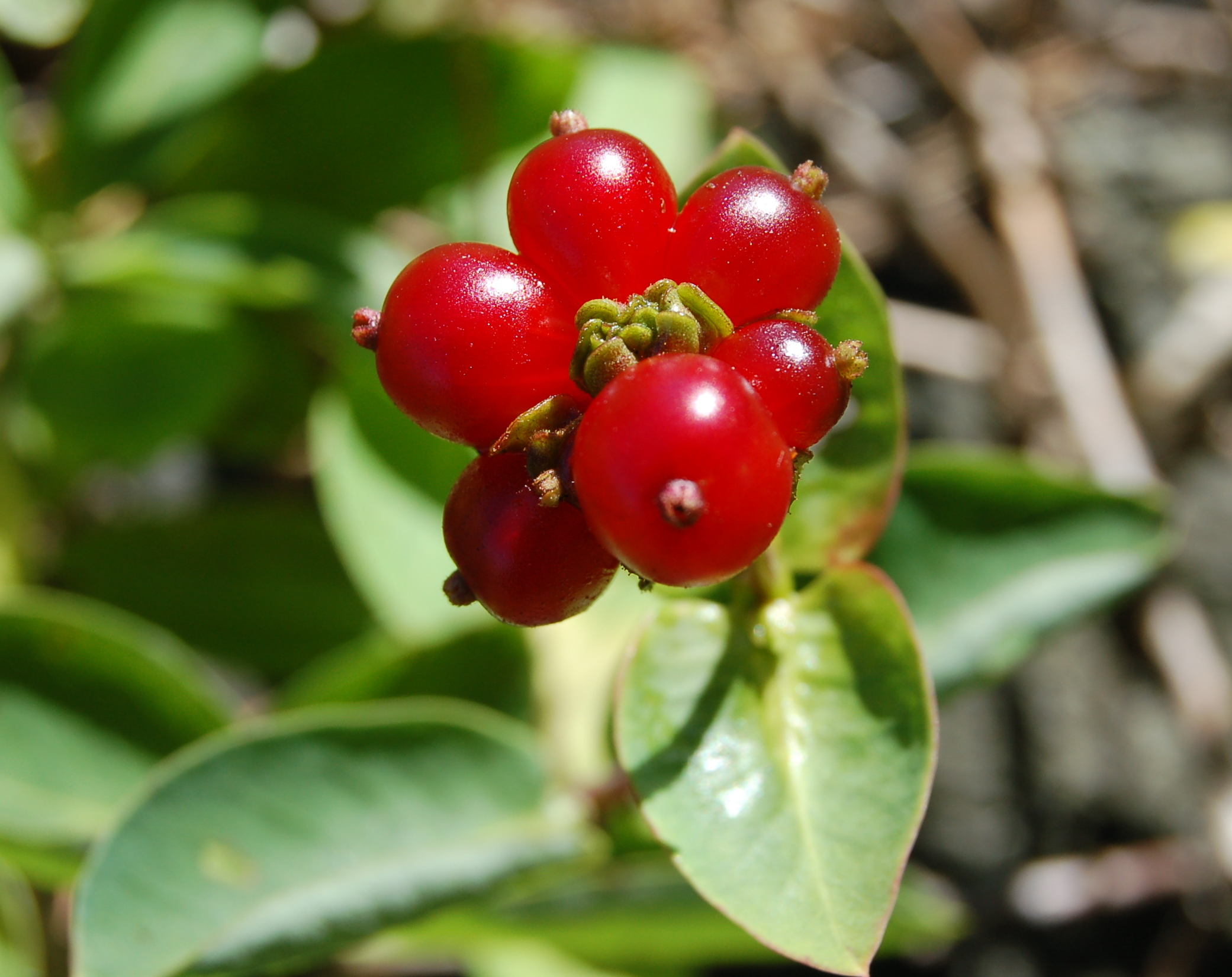
termései
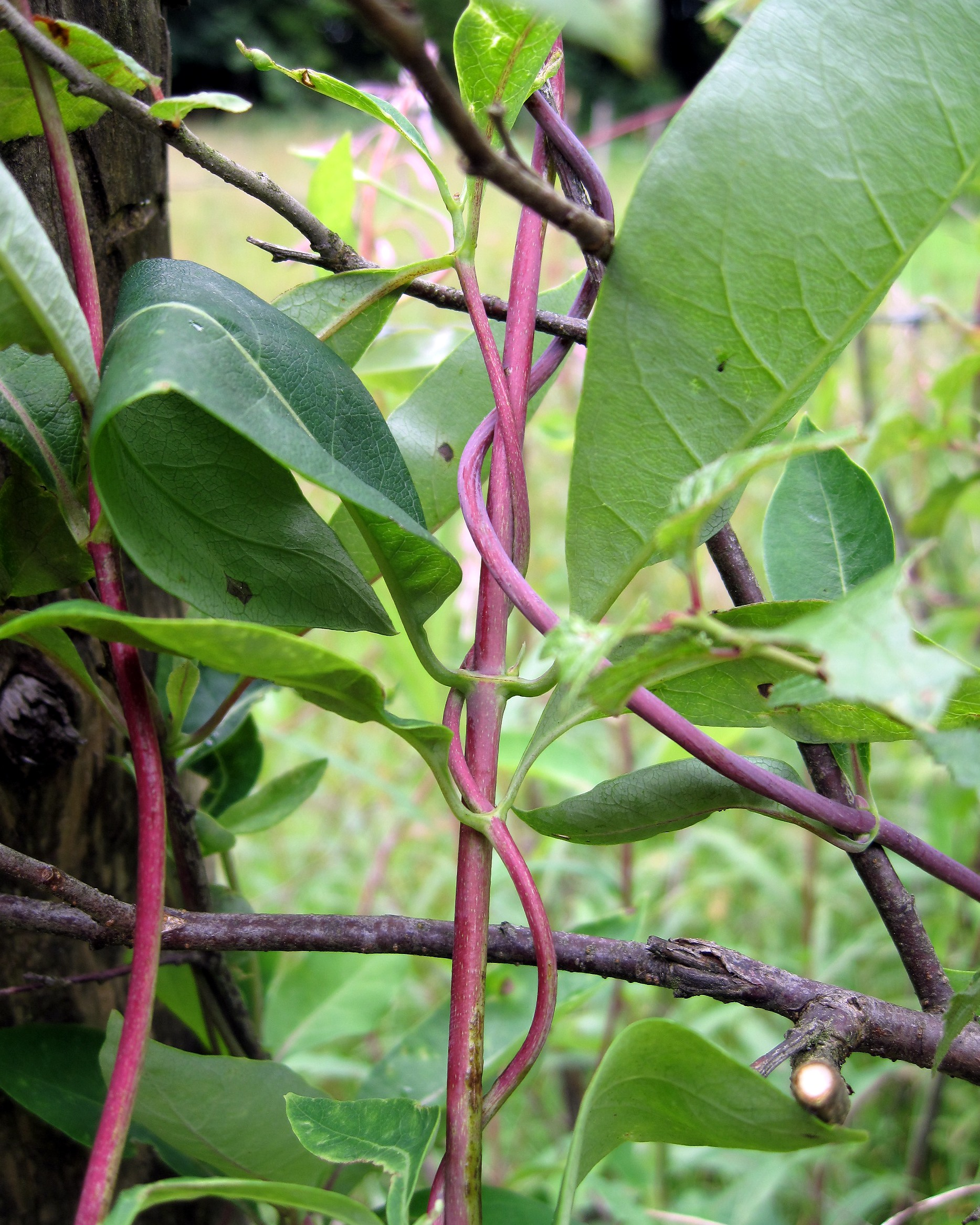
indái
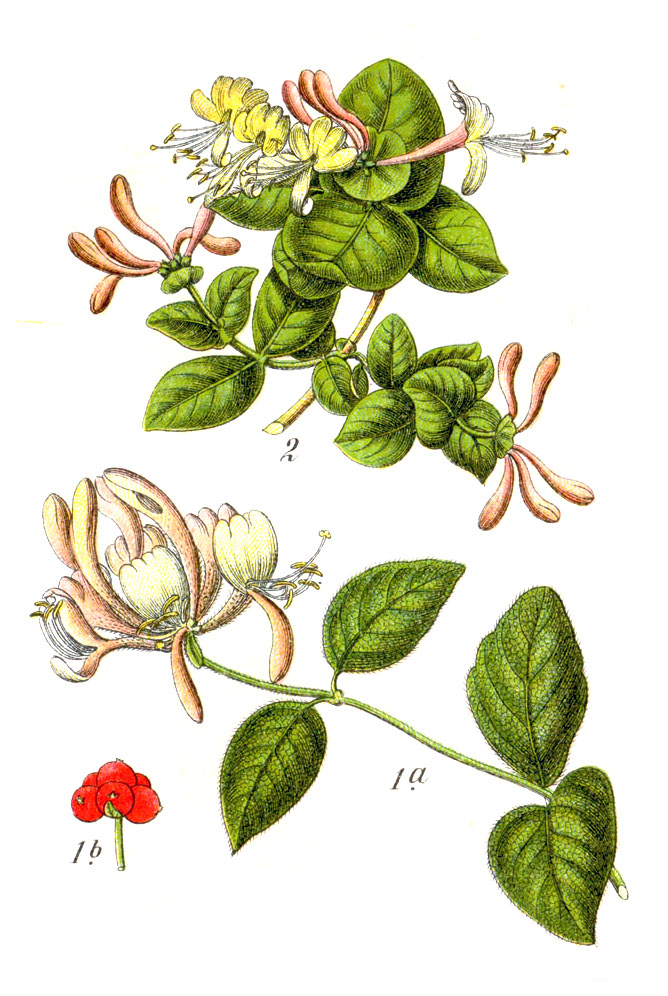
rajzok a növényről
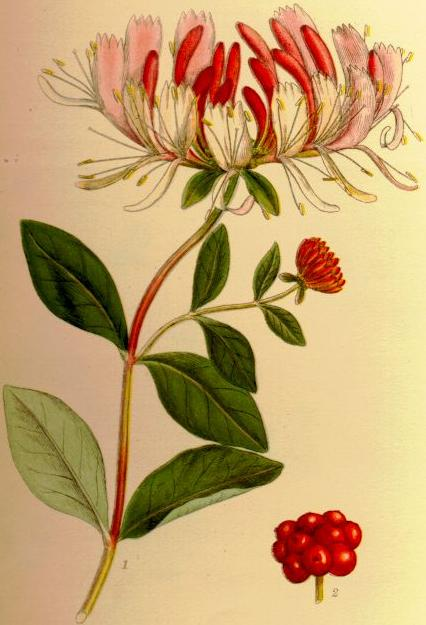